# جودیت باتلر
جودیت باتلر (انگلیسی: Judith Butler) (زادهٔ ۲۴ فوریه ۱۹۵۶) فیلسوف پساساختارگرا و منتقد فمنیست آمریکایی است و در زمینه‌های فمینیسم، نظریه فراهنجار، فلسفهٔ سیاسی و علم اخلاق صاحب‌نظر است. وی دارای کرسی استادی در رشتهٔ ادبیات در دانشگاه کلمبیای شهر نیویورک است.
او مدرک دکترای خود را در سال ۱۹۸۴ از دانشگاه ییل دریافت کرد. پایان‌نامهٔ وی با عنوان مباحث شهوت، بازتاب اندیشه‌های هگل در قرن بیستم فرانسه بود.
نخستین اثر وی آشفتگی جنسیتی نام دارد که در سال ۱۹۹۰ به چاپ رسید و بیش از ۱۰۰٬۰۰۰ نسخه از آن در کشورهای دیگر و به زبان‌های مختلف به چاپ رسید. یکی از مهم‌ترین نظریات باتلر در خصوص جنسیت طرح مبحثی‌ست با عنوان پرفورمتیویتهٔ جنسیت. باتلر معتقد است که جنسیت یک «اجراء» (performance) کردن است، آن چیزی که فرد در شرایطی خاص به نمایش می‌گذارد، نه قاعده‌ای جهانشمول از «آنچه تو هستی». در همین راستا، باتلر نظریهٔ ایفای جنسیت را مطرح کرده و در قالب این نظریه عنوان می‌کند که درست همانگونه که می‌آموزیم زبان را بسته به موقعیت به کار ببریم، می‌آموزیم که به گونه‌ای ایفای نقش کنیم که گویی زن یا مرد هستیم.

## زندگی
جودیت باتلر در کلیولند، اوهایو و در یک خانوادهٔ روس‌‌مجار به دنیا آمد. مادرش یهودی بود و جودیت از همان دوران کودکی به کلاس‌های اخلاق یهودی می‌رفت. او در همان دوران از کلاس‌ها به وجد می‌آمد و علاقه‌مند شد که در مورد مارتین بوبر بیشتر تأمل کند. او در همان دوره‌ها با نوشته‌های ایمانوئل کانت، گئورگ ویلهلم فریدریش هگل و باروخ اسپینوزا آشنا شد.
باتلر به کالج بنینگتون پیوست و سپس در دانشگاه ییل مشغول به تحصیل شد. او در سال ۱۹۸۴ موفق به دریافت دکتری خود در رشتهٔ فلسفه شد.
باتلر پیش از آن که در سال ۱۹۹۳ در دانشگاه برکلی مشغول به کار شود، در دانشگاه‌های وسلیان، جرج واشینگتن و جان هاپکینز تدریس می‌کرد.
در سال ۲۰۰۸، او با عنوان فعالیت‌هایی در کنکاوهای انسان‌گرایانه، موفق به دریافت جایزهٔ دستاورد برجسته از بنیاد اندرو دبلیو ملون شد.
او، از سال ۲۰۰۶، به عنوان پروفسور، کرسی هانا آرنت را در تحصیلات تکمیلی اروپا (EGS) در سوئیس از آنِ خود کرده است.
باتلر از اعضای هیئت مشاورهٔ مجلهٔ آکادمیکِ آیدنتیتیز است که در حوزهٔ سیاست، جنسیت و فرهنگ منتشر می‌شود.
همچنین باتلر بر روی نقد خشونت اخلاقی کار می‌کند و تلاش می‌کند تا نظریه‌ای را با عنوان نظریهٔ مسئولیت تدوین کند.

## در زبانِ فارسی
باتلر، جودیت. زیست روانی قدرت: نظریه‌هایی دربارهٔ انقیاد، ترجمه پرویز شریفی درآمدی و لیلا طورانی، تهران: انتشارات گام نو، چاپ اول، ۱۴۰۰

## افتخارات
- کسب جایزهٔ سال ۲۰۰۴ براندر پرایز از دانشگاه یل.
- عضو منتخب مجمع فیلسوفان آمریکا در سال ۲۰۰۷.
- کسب جایزهٔ سال ۲۰۰۴ تئودور آدورنو.